# ایرج دهقان
ایرج دهقان (زادهٔ ۱۳۰۴ هجری خورشیدی در ملایر) شاعر و غزلسرای ایرانی است.وی در شهر ملایر به دنیا آمد و در همان شهر تحصیلات دوره ابتدایی خود را گذراند. دوران دبیرستان خود را در شهر همدان گذراند؛ و تا سال ۱۳۲۴ نیز به عنوان دبیر در دبیرستان مشغول به کار بود سپس به تهران آمد و در دانشکده ادبیات دانشگاه تهران به تحصیل پرداخت. تا اینکه به دعوت دولت آمریکا برای تدریس زبان و ادبیات فارسی به این کشور رفت.

## آثار و فعالیت‌ها
- پل‌های شکسته " مجموعه شعر ".[۴]
- دستور زبان فارسی.
- انشاء و نگارش برای دبیرستان‌ها.
- شعر فارسی در قرن نهم.
- بهاریه‌ها.[۵]

از نخستین و معروفترین آثار وی می‌توان به غزلی با مطلع «شکست عهد من و گفت هرچه بود گذشت ـ به گریه گفتمش آری ولی چه زود گذشت» اشاره کرد. این شعر توسط خواننده مشهور افغانستان احمد ظاهر نیز خوانده شده‌است.همچنین شعری به نام «شیرین جان» یا یه کردی «شیرین گیان» با صدای هایده از این شاعر خوانده شده‌است.
گل‌های وحشی (تهران، ۱۳۲۵) و یادبود (تهران، ۱۳۳۰) نمونه‌های دیگری از شعرهای وی هستند.